# Heilige Drei Ärzte

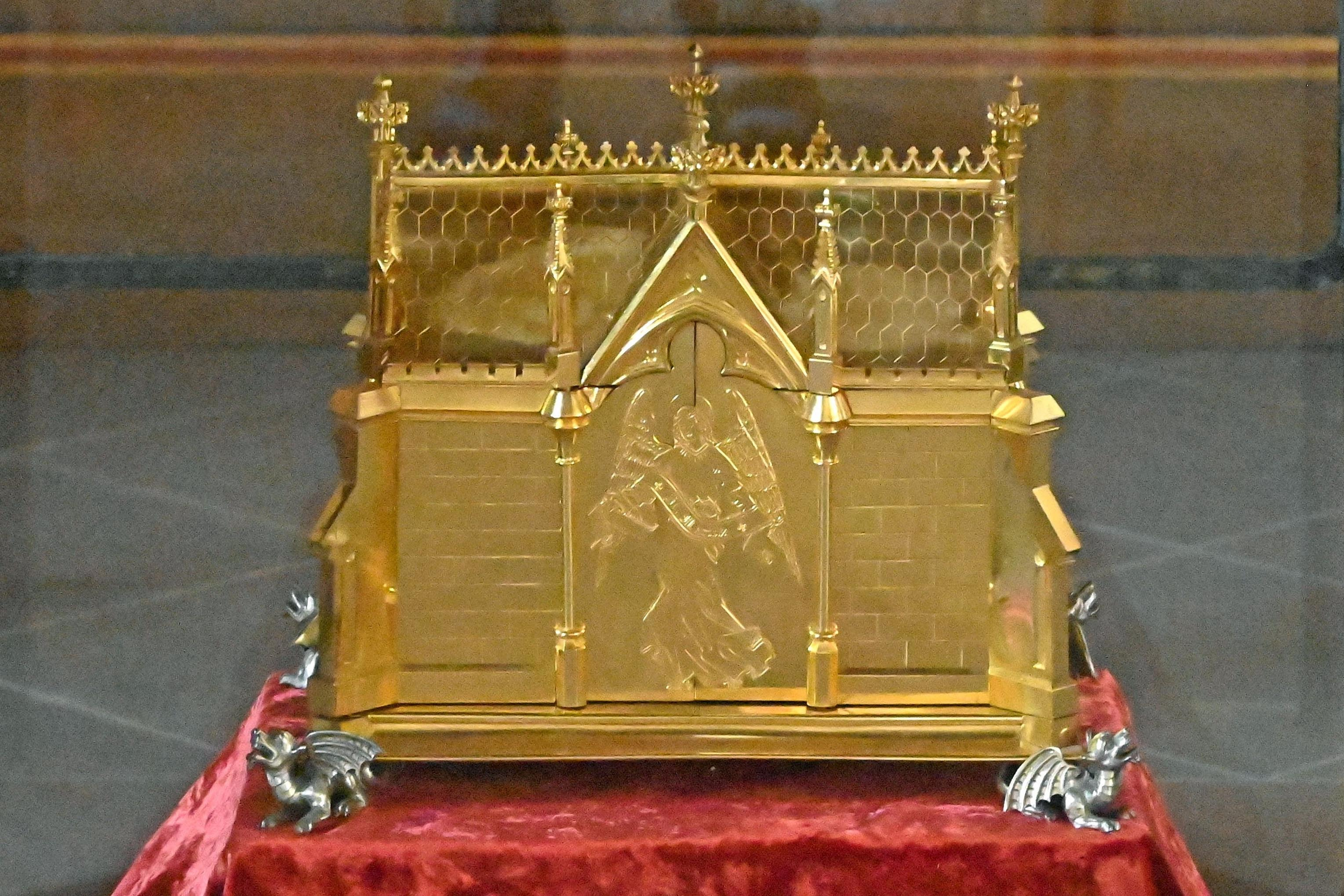
Reliquiar der Heiligen Drei Ärzte

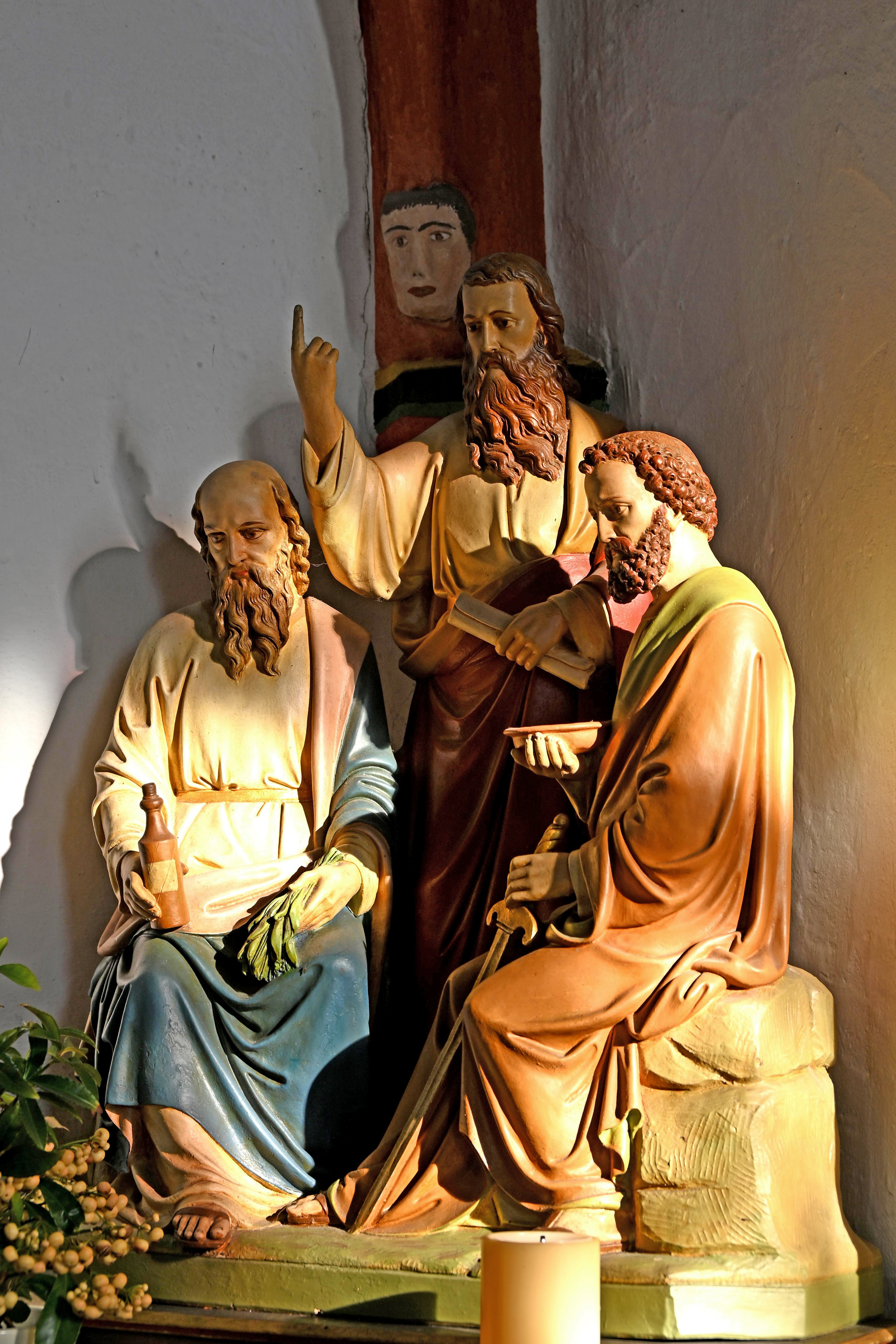
Hl. Drei Ärzte in St. Leonhard in Roth bei Prüm

Heilige Drei Ärzte ist die volkstümliche Bezeichnung für die von der katholischen und der orthodoxen Kirche als Märtyrer verehrten Hl. Marius und Gefährten, Marius, dessen Gemahlin Martha, und deren Söhne Abachum (auch Habakuk, Abacus, Abbacuc, Ambachum, Ambacuc, Ambacum, Ambacu, Abacen, Nabachum) und Audifax. Sie waren persische Ärzte und starben zusammen 268/270 in Rom.

## Märtyrerlegende
Marius und Martha kamen der Märtyrerlegende aus dem 5./6. Jahrhundert zufolge mit ihren Söhnen Abachum und Audifax um 268 aus Persien nach Rom, um dort die Gräber der Apostel zu verehren. Zugleich wollten die Söhne als Ärzte in Rom tätig werden. Die Eltern und Söhne sorgten für Arme und Hilfsbedürftige und suchten in den Gefängnissen die Christen auf, die vor ihrer Hinrichtung standen, um diese zu trösten.

## Kosmas und Damian mit einem dritten "Arzt"
Die Darstellung von drei Ärzten ist gelegentlich ein Hinweis auf Kosmas und Damian mit Christus als Drittem. Der Dritte kann auch der Evangelist Lukas sein, der traditionell als Arzt gilt.

## Verehrung
Ihre Reliquien wurden in karolingischer Zeit von Rom vermutlich zunächst nach Aachen transferiert, von dort wiederum in die Abtei Prüm, wo sie erstmals im Schatzverzeichnis von 1003 erwähnt werden. Neben den noch heute in Prüm bewahrten Reliquien befinden sich weitere in Seligenstadt, Gembloux und Cremona.
Gedenktag: 19. Januar (katholisch), 6. Juli (orthodox).